# Nautia flavosignata
Nautia flavosignata är en insektsart som beskrevs av Carl Stål 1878. Nautia flavosignata ingår i släktet Nautia och familjen Romaleidae. Inga underarter finns listade i Catalogue of Life.